# Grim Natwick
Myron "Grim" Natwick (16 de agosto de 1890 – 7 de outubro de 1990) foi um artista, animador e diretor de cinema americano. Natwick é mais conhecido por desenhar a personagem mais popular do Fleischer Studios, Betty Boop.

## Carreira
A carreira artística de Natwick começou com projetos para capas de partituras, inicialmente para um amigo que trabalhava em uma editora musical. Natwick descobriu que ele era bom neste tipo de trabalho e entrou em contato com outras editoras, em Chicago, eventualmente, ilustrando as capas das folhas de música, geralmente em não mais do que duas cores. Natwick é mais conhecido por desenhar Betty Boop, sob a direção de Max Fleischer. Embora a propriedade legal da Betty Boop permaneceu com o estúdio (como Natwick foi um funcionário), Grim criou o projeto original de Betty Boop a pedido do chefe do estúdio, Max Fleischer, há pedido de uma namorada que o creditou pelo sucesso de "Bimbo". Natwick trabalhou para um número de estúdios de animação americanos, incluindo o Ub Iwerks studio, Walt Disney Productions, o Walter Lantz studio, UPA, e o Richard Williams studio. Na Disney, Natwick foi um animador em Branca de Neve e os Sete Anões, e foi instrumental em trazer a heroína-título para a vida.
Enquanto trabalhava para a Fleischer studios, em 1939, Natwick foi encarregado de desenhar o Príncipe e a Princesa de Gulliver. Ele também ajudou a animar o Mickey Mouse em Fantasia, Mr. Magoo, Popeye, Gato Félix e muitos outros anos grandes nomes da animação dos anos 40-50. Três  ex-assistentes de Grimm incluem Walter Lantz (Hearst), Chuck Jones (Iwerks) e Marc Davis (Disney).
Há evidências de que Natwick fez alguns comerciais, mais tarde, em sua longa vida. Ele parece ter contribuído para as imagens iniciais de Sonny & Gramps, de acordo com os então contemporâneos, que colaboraram com Natwick durante a sua carreira. Sonny é o "cuco" mascote da General Mills Cocoa Puffs.
Natwick morreu em 7 de outubro de 1990, em Los Angeles, Califórnia, de ambos  pneumonia e um ataque cardíaco, apenas algumas semanas depois de sua festa de 100ª aniversário com amigos como Shamus Culhane.
Em 2010, a Sociedade Histórica de Wisconsin ergueu uma placa comemorativa para Grim Natwick em Wisconsin Rapids, Wisconsin. South Wood County Historical Museum em Wisconsin Rapids,  é o lar de uma extensa exposição de Grim Natwick.
Desde 2010, o Grim Natwick Festival de Cinema tem sido realizado anualmente durante três dias em Wisconsin Rapids, Wisconsin, com animadores de todo o estado e além de painéis e sessões de trabalho.

## Filmografia parcial (como animador)
Como animadores foram, muitas vezes, não creditado, muitos dos filmes em destaque abaixo Natwick não tem crédito como animador. Da mesma forma pode haver outros filmes em que ele trabalhou, que ainda não foram atribuídos a ele.
- 1993 The Thief and the Cobbler
- 1977 Raggedy Ann & Andy: A Musical Adventure
- 1963 The Mighty Hercules (TV series) (diretor de animação - 3 episódios; Double Trouble, Guarding of the Olympic Torch, & Medusa's Sceptre)
- 1960  Felix the Cat(série de tv)
- 1959 "Terror Faces Magoo" (curta)
- 1954 "Spare the Child" (curta)
- 1951 "Georgie and the Dragon" (curta)
- 1951 "Rooty Toot Toot" (curta)
- 1950 "Bungled Bungalow" (curta)
- 1950 "The Popcorn Story" (curta)
- 1950 "Trouble Indemnity" (curta)
- 1947 "The Bandmaster" (curta)
- 1947 "Solid Ivory" (curta)
- 1947 "Well Oiled" (curta)
- 1947 "The Coo Coo Bird" (curta)
- 1947 "Smoked Hams" (curta)
- 1946 "The Wacky Weed" (curta)
- 1946 "Fair Weather Fiends" (curta)
- 1946 "The Reckless Driver" (curta)
- 1946 "Bathing Buddies" (curta)
- 1946 "Who's Cookin' Who?" (curta)
- 1945 "The Dippy Diplomat" (curta)
- 1945 "Chew-Chew Baby" (curta)
- 1945 "Pied Piper of Basin Street" (curta)
- 1945 "Enemy Bacteria" (curta)
- 1944 "Ski for Two" (curta)
- 1944 "Abou Ben Boogie" (curta)
- 1943 "Take Heed Mr. Tojo" (curta)
- 1940 "Popeye Presents Eugene, the Jeep" (curta)
- 1940 "The Fulla Bluff Man" (curta)
- 1939 Gulliver's Travels (diretor de animação)
- 1938 "Mother Goose Goes Hollywood" (curta)
- 1937 Snow White and the Seven Dwarfs
- 1936 "Little Boy Blue" (curta)
- 1936 "Alpine Climbers" (curta)
- 1936 "Dick Whittington's Cat" (curta)
- 1936 "Ali Baba" (curta)
- 1936 "Mickey's Polo Team" (curta)
- 1935 "Broken Toys" (curta)
- 1935 "Simple Simon" (curta)
- 1935 "The Three Bears" (curta)
- 1935 "Mickey's Fire Brigade" (curta)
- 1935 "Sinbad the Sailor" (curta)
- 1935 "Summertime" (curta)
- 1935 "The Cookie Carnival" (curta)
- 1935 "Old Mother Hubbard" (curta)
- 1934 "The King's Tailor" (curta)
- 1934 "Viva Willie" (curta)
- 1934 "Aladdin and the Wonderful Lamp" (curta)
- 1934 "Jungle Jitters" (curta)
- 1934 "Cave Man" (curta)
- 1934 "Reducing Creme" (curta)
- 1934 "Insultin' the Sultan" (curta)
- 1934 "Robin Hood, Jr." (curta)
- 1933 "Jack and the Beanstalk" (curta)
- 1933 "Soda Squirt" (curta)
- 1932 "The Music Lesson"(curta)
- 1932 "Phoney Express" (curta)
- 1932 "The Goal Rush" (curta)
- 1932 "Stormy Seas" (curta)
- 1932 "Room Runners" (curta)
- 1932 "The Office Boy" (curta)
- 1932 "The Milkman" (curta)
- 1931 "Africa Squeaks" (curta)
- 1931 "Jail Birds" (curta)
- 1931 "The New Car" (curta)
- 1931 "Bimbo's Initiation" (curta)
- 1931 "Tree Saps" (curta)
- 1931 "Teacher's Pest" (curta)
- 1931 "Please Go 'Way and Let Me Sleep" (curta)
- 1930 "Mysterious Mose" (curta)
- 1930 "Accordion Joe" (curta)
- 1930 "Mariutch" (curta)
- 1930 "Swing You Sinners!" (curta)
- 1930 "Dizzy Dishes" (curta)
- 1930 "Wise Flies" (curta)
- 1930 "Fire Bugs" (curta)